# Regeringen Ponta IV
Regeringen Ponta IV var Rumäniens regering mellan 17 december 2014 och 4 november 2015. Regeringen var en koalitionsregering bestående av Socialdemokratiska partiet (PSD), Nationella unionen för Rumäniens utveckling (UNPR) och Alliansen för liberaler och demokrater (ALDE). Regeringschef var premiärminister Victor Ponta. 
Regeringen Ponta IV bilades efter att Ungerska demokratiska unionen i Rumänien valt att lämna den tidigare regeringen Ponta III. 4 november 2015 avgick Ponta som premiärminister och därmed upplöstes även regeringen.

## Ministrar
| Bild | Titel                                    | Namn                | Parti | Parti     | Tillträdde       | Avgick          |
| ---- | ---------------------------------------- | ------------------- | ----- | --------- | ---------------- | --------------- |
|      | Premiärminister                          | Victor Ponta        |       | PSD       | 7 maj 2012       | 4 november 2015 |
|      | Vice premiärminister, inrikesminister    | Gabriel Oprea       |       | UNPR      | 17 december 2014 |                 |
|      | Minister för regional utveckling         | Liviu Dragnea       |       | PSD       | 17 december 2014 | 15 maj 2015     |
|      | Minister för regional utveckling         | Sevil Shhaideh      |       | PSD       | 20 may 2015      |                 |
|      | Jordbruksminister                        | Daniel Constantin   |       | ALDE      | 17 december 2014 |                 |
|      | Kulturminister                           | Ioan Vulpescu       |       | PSD       | 17 december 2014 |                 |
|      | Utrikesminister                          | Bogdan Aurescu      |       | Oberoende | 17 december 2014 |                 |
|      | Försvarsminister                         | Mircea Dușa         |       | PSD       | 17 december 2014 |                 |
|      | Finansminister                           | Darius Vâlcov       |       | PSD       | 17 december 2014 | 15 mars 2015    |
|      | Finansminister                           | Eugen Teodorovici   |       | PSD       | 30 mars 2015     |                 |
|      | Ekonomi-, handels- och turismminister    | Mihai Tudose        |       | PSD       | 17 december 2014 |                 |
|      | Justitieminister                         | Robert Cazanciuc    |       | UNPR      | 17 december 2014 |                 |
|      | Transportminister                        | Ioan Rus            |       | PSD       | 17 december 2014 | 11 juni 2015    |
|      | Transportminister                        | Iulian Matache      |       | PSD       | 17 juli 2015     |                 |
|      | Hälsominister                            | Nicolae Bănicioiu   |       | PSD       | 17 december 2014 |                 |
|      | Kommunikationsminister                   | Sorin Grindeanu     |       | PSD       | 17 december 2014 |                 |
|      | Arbetsmarknadsminister                   | Rovana Plumb        |       | PSD       | 17 december 2014 |                 |
|      | Miljö-, vatten- och skogsminister.       | Grațiela Gavrilescu |       | ALDE      | 17 december 2014 |                 |
|      | Utbildningsminister                      | Sorin Cîmpeanu      |       | Oberoende | 17 december 2014 |                 |
|      | Minister för europeiska fonder           | Eugen Teodorovici   |       | PSD       | 17 december 2014 | 30 mars 2015    |
|      | Minister för europeiska fonder           | Marius Nica         |       | PSD       | 30 mars 2015     |                 |
|      | Ungdoms- och idrottsminister             | Gabriela Szabo      |       | PSD       | 17 december 2014 |                 |
|      | Energiminister                           | Andrei Gerea        |       | ALDE      | 17 december 2014 |                 |
|      | Minister för relationen till parlamentet | Eugen Nicolicea     |       | UNPR      | 17 december 2014 |                 |
|      | Minister för social dialog               | Liviu Pop           |       | PSD       | 17 december 2014 |                 |
|      | Minister för rumäner utomlands           | Angel Tîlvăr        |       | PSD       | 17 december 2014 |                 |